# Armée du Sud
Pour les articles homonymes, voir Armée du Sud (homonymie).
L'armée du Sud est une armée de campagne confédérée active au cours des derniers mois de la guerre de Sécession. Formée à partir de plusieurs commandements confédérés lors de la campagne des Carolines, elle est engagée que dans une seule bataille, la bataille de Bentonville, en mars 1865. Durant le mois suivant, elle est réorganisée sous le nom d'armée du Tennessee.

## Histoire
En février 1865, les armées de l'Union commandées par William T. Sherman avancent vers le nord à travers les Carolines en direction de la Virginie. Elles sont opposées aux troupes du département de la Caroline du Sud, de la Géorgie et de la Floride, commandées par William J. Hardee, et à la cavalerie, commandée par Wade Hampton ; les deux sont sous le commandement du général P. G. T. Beauregard, commandant de la division militaire confédérée de l'Ouest. Toutefois, le président confédéré Jefferson Davis et le général en chef Robert E. Lee s'interrogent sur la capacité de Beauregard à gérer la situation dans les Carolines, donc le 23 février 1865, Lee nomme le général Joseph E. Johnston au commandement des forces de la Confédération dans les Carolines.
Johnston établit son quartier général à Smithfield, en Caroline du Nord et nomme sa force « l'armée du Sud ». Elle se compose de quatre forces de campagne présentes en Caroline du Nord :
- L'armée du Tennessee, temporairement commandée par le lieutenant-général Alexander P. Stewart, divisée en trois corps temporairement commandés par William B. Bate, Daniel H. Hill et William W. Loring. L'armée est alors en train d'être transférée du Mississippi par chemin de fer (le dernier transport de troupes confédérées à grande échelle par chemin de fer) et seulement 4 500 hommes arrivent en février. Deux des chefs de corps permanent, Benjamin F. Cheatham et Stephen D. Lee, sont absents.
- Le département de la Caroline du Sud, de la Géorgie et de la Floride, commandé par le lieutenant général William J. Hardee, avec les divisions de Lafayette McLaws et William B. Taliaferro. Hardee avait autrefois la division d'Ambrose R. Wright de la milice de Géorgie, mais la division a été rappelée en Géorgie, le 23 février.
- Le département de la Caroline du Nord, commandé par le général Braxton Bragg (attaché au commandement de Johnston le 6 mars). Il n'a avec lui que la division de Robert F. Hoke, avec plusieurs unités d'artillerie côtière rattachées.
- Le commandement de cavalerie du lieutenant-général Wade Hampton, avec la division de Matthew C. Butler (détachée de l'armée de Virginie du Nord) et le corps de Joseph Wheeler (de l'armée du Tennessee).

Johnston a un total de moins de 25 000 hommes, avec un minimum de 1 300 hommes, sans fusils et avec une pénurie d'artillerie et de wagons.
Johnston espère initialement concentrer ses forces à Fayetesville, en Caroline du Nord et attaquer une partie des forces de Sherman alors qu'il est en train de traverser la rivière Cap Fear. Mais Sherman se déplace plus rapidement que Johnston ne l'a anticipé et une autre force de l'Union progresse de Wilmington vers Goldsboro, qui est sur le flanc de Johnston. Johnston décide que rester à Fayetesville est trop risqué, il recule vers Smithfield pour concentrer son armée. Pendant ce temps, il continue de chercher une opportunité pour attaquer une partie isolée de la force de l'Union, en espérant écraser cette partie avant que le reste de la force de Sherman ne puisse l'atteindre.
Le 18 mars, Hampton et Wheeler rapportent que les deux ailes de la force de Sherman sont séparées par une vingtaine de kilomètres (douzaine de milles) et une journée de marche l'une de l'autre. Johsnton décide de tirer avantage de la distance entre les ailes de l'Union et attaque l'aile de Henry W. Slocum près de Bentonville. Selon ses plans, la cavalerie de Hampton doit de ralentir l'avance de l'Union tandis que l'infanterie confédérée est déployée derrière eux ; il croit que s'il peut vaincre l'aile de Slocum et détruire le wagon de train de l'Union avec elle, il peut avoir une chance de vaincre le reste de l'armée de l'Union. L'infanterie confédérée arrive à Bentonville le 19, avec le déploiement de la force de Bragg sur la gauche et l'armée du Tennessee de Stewart sur la droite ; en raison de cartes erronées, Hardee ne réussit pas à arriver jusqu'à la fin de la matinée et est donc utilisé comme une force de réserve. L'attaque frappe le XIV corps de l'Union et met en déroute deux divisions sur la gauche de l'Union ; la division de James D. Morgan sur la droite tient son terrain contre plusieurs attaques confédérées. Les unités de l'Union se rallient à proximité de Harper House et, renforcées par le XX corps, réussissent à tenir contre d'autres charges confédérées. L'autre aile de Sherman arrive pendant la nuit et est placée sur la droite de l'aile de Slocum ; Johnston refuse à son aile gauche de protéger sa ligne de retraite. Il reste à Bentonville pendant deux jours, en espérant que Sherman fasse un autre assaut coûteux comme lors de la bataille de Kennesaw Mountain, mais Sherman ne le fait pas.
Au cours de la nuit du 21 mars, Johnston se retire à Smithfield et attend le prochain mouvement de Sherman. Pendant ce temps, il tente d'obtenir des armes et des vivres pour ses hommes. Le moral parmi les hommes commence à tomber au début d'avril, en raison de nouvelles des retraites confédérées et les redditions qui ont lieu ailleurs et les désertions commencent à devenir un problème, mais Johnston a encore environ 28 000 hommes présents pour le service à la fin mars, qui augmentent à 30 000 d'ici le 7 avril. Du 8 au 10 avril, Johnston réorganise l'armée, consolidant des dizaines de régiments et brigades réduits, et formant avec des divisions en trois corps d'armée commandés par Hardee, Stewart et Lee. Plusieurs commandants sont relevés de leur commandement, y compris de Bragg, McLaws, et Taliaferro. La force réorganisée est appelée armée du Tennessee.